# Stanley Cwiklinski
Stanley Cwiklinski, né le 25 juillet 1943 à La Nouvelle-Orléans, est un rameur d'aviron américain. 

## Carrière
Stanley Cwiklinski participe aux Jeux olympiques de 1964 à Tokyo et remporte la médaille d'or en huit, avec Joseph Amlong, Thomas Amlong, Harold Budd, Emory Clark, William Stowe, William Knecht, Hugh Foley et Robert Zimony.